# Cebollitas
A Cebollitas 1997 és 1998 között vetített argentin telenovella, amit Enrique Torres, Daniel Datola, Mono Flores és Víctor Stella rendezett. A főbb szerepekben Carlos Moreno és Carmen Barbieri.
Argentínában mutatta be a Telefe.

## Szereplők
| Szereplő                              | Színész                               |
| ------------------------------------- | ------------------------------------- |
| Roque Javier Lucero                   | Carlos Moreno                         |
| Mercedes "Mecha" Batista              | Carmen Barbieri                       |
| Beatriz "Betty" Lucero                | Margarita Ros                         |
| Alfonso Pascutti (főgonosz)           | Andrés Vicente                        |
| Rómulo Maldini                        | Gino Renni                            |
| Verónica                              | Beatriz Spelzini                      |
| Angelito                              | Alfonso Pícaro                        |
| Ana Cisneros                          | Ana María Casó                        |
| Cecilia                               | Juanita Martínez                      |
| Laura de Cuciuffo                     | Marisa Carreras                       |
| Rogelio Cuciuffo                      | Agustín Lozano                        |
| Dolly de Caconi                       | Andrea Gilmour                        |
| Reinaldo Estévez                      | Carlos Brown                          |
| Angélica "Vichi" de Pastaciotti       | Chela Cardalda                        |
| Miguel González                       | Emilio Bardi                          |
| Tony                                  | Héctor Canosa                         |
| Don Arturo Batista                    | Jorge Velurtas                        |
| Víctor Pastaciotti (Don Víctor)       | José María López                      |
| María                                 | María Nydia Ursi                      |
| Rudy Caconi                           | Marcelo Serre                         |
| Lito                                  | Maximiliano Ghione                    |
| Valeria Maldini                       | Mercedes Funes                        |
| Johnny la Hiena                       | Miguel Paludi                         |
| Finita                                | Pía Uribelarrea                       |
| Guillermo "Guille" Cisneros           | Tony Lestingi                         |
| "Cholo" Metralla                      | Alejandro Müller                      |
| Leticia                               | Luciana Baddouh                       |
| Mariana                               | Laura Santana                         |
| Dover/Doverman                        | Alejandro Astrada                     |
| Gastón Estévez                        | Axel Marazzi                          |
| Lucas                                 | Axel Puricelli                        |
| Diego "Gamuza" Cucciufo               | Brian Caruso                          |
| Roberto/Robertito                     | Damian Scigliano                      |
| Manuel Victoriano "Bocha" Pastaciotti | Dante Rodríguez                       |
| Juan Pablo "Colo" Batista             | Diego Vicos                           |
| Diego Lucero                          | Federico Dialuce                      |
| Brian Pérez                           | Pedro Castagna                        |
| Ignacio "Nacho" Tomé                  | Fernando Govergun                     |
| Jonathan                              | Gianfranco Di Menna                   |
| "Tachuela" Tomé                       | Horacio Formoso                       |
| Petaca                                | Javier Heit                           |
| Emiliano                              | Jonás Rossi                           |
| Felipe                                | Juan Carlos Losasso                   |
| Miguel "Coqui" González               | Juan Gabriel Yacuzzi                  |
| Dogo                                  | Adrián Barraza                        |
| Hipólito Arquímedes Pedutto           | Leonardo Centeno                      |
| Gustavo Adolfo "Rata" Cuciuffo        | Luciano Perucho                       |
| Sammy                                 | Marcelo Italiano                      |
| Tomás                                 | Martin Miani                          |
| Axel                                  | Matías Boquete                        |
| Pipo                                  | Mauro Dolce                           |
| Federico "Fede" López                 | Maximiliano López                     |
| Fantasmita (Kis szellem)              | Nahuel López                          |
| Vasco / Sergio                        | Ramiro Rodríguez                      |
| Juampi                                | Rodrigo Furno                         |
| Tyson                                 | Martín Drogo                          |
| Bambi                                 | Pablo Bari                            |
| Tuerca                                | Rodrigo González                      |
| Carmen "Carmencita" González          | Adriana Elizabeth Togneri             |
| Lolita Metralla                       | Agustina Ferrari                      |
| Vicky                                 | Aldana García Soler                   |
| Yasmina                               | Daiana Cincunegui                     |
| Sofía Daniela                         | Dalma Maradona (Diego Maradona lánya) |
| Natalia "Naty" Maldini                | Daniela Nirenberg                     |
| Agustina "La Limonera"                | Eliana González                       |
| Irina Pascutti                        | Gisele Benoldi                        |
| Tatiana                               | Ingrid Wolnowich                      |
| Marilú                                | Maia Ravicovich                       |
| Andrea Noemi Cuciuffo                 | Margarita Marceca                     |
| Luciana Estévez                       | María Florencia De Miguel             |
| Roxana                                | Mariana Rubio                         |
| Mariela "Maru" Cisneros               | Marianela Pedano                      |
| Verónica "Vero" Cisneros              | Solange Verina                        |
| Cristina                              | Sofía Cal                             |
| Florencia                             | Lola Bezerra                          |
| Estela                                | Cecilia Curutchet                     |